# غوستاف بلوين
غوستاف بلوين هو سياسي كندي، ولد في 12 يوليو 1912 في سات إيل في كندا، وتوفي في 14 أبريل 2002. نشط حزبياً في الحزب الليبرالي الكندي. وقد انتخب عضو مجلس العموم الكندي.